# NGC 5632
NGC 5632 је појединачна звезда у сазвежђу Девица која се налази на NGC листи објеката дубоког неба.
Деклинација објекта је - 0° 26' 49" а ректасцензија 14h 29m 19,5s. Привидна величина (магнитуда) објекта NGC 5632 износи 11,4 а фотографска магнитуда 15,4.